# 鴻池組
株式会社鴻池組（こうのいけぐみ）は、1871年（明治4年）に鴻池忠治郎が創業した、大阪市北区に所在する建設会社。
日本のゼネコンでは中堅の規模を誇り、同じ大阪に拠点を置く大林組・竹中工務店・錢高組・奥村組・淺沼組・高松建設と並ぶ在阪ゼネコンの一つに当たる。積水ハウスの連結子会社。

## 概要
社是は「誠実、懇切、敏速」である。
大輪会の会員企業である。

## 沿革
- 1871年（明治4年） - 創業。創業当初は建設業と運輸業を営んでいた。
- 1918年（大正7年） - 株式会社鴻池組を設立。
- 1945年（昭和20年） - 運輸部門を鴻池運輸株式会社として分社し、鴻池組を建設業専業とした。
- 2003年（平成15年） - 株式移転により持株会社の鳳ホールディングス株式会社を設立し、その完全子会社となる。
- 2007年（平成19年）8月 - 西梅田に本社移転。
- 2013年（平成25年） - 大阪市中央区本町南ガーデンシティに本社移転。
- 2015年（平成27年）11月 - 積水ハウス株式会社と業務提携[4][5]。
- 2016年（平成28年）1月 - 親会社の鳳ホールディングスが積水ハウスの持分法適用関連会社となる（議決権割合33.3％）[4][5]。
- 2019年（令和元年）10月 - 親会社の鳳ホールディングスが積水ハウスの連結子会社となる（議決権割合51.8％）
- 2020年（令和2年）10月 - 鴻池組が親会社の鳳ホールディングスを吸収合併。1:1の株式割当てにより、鴻池組が積水ハウスの連結子会社となる。

## 歴代社長
- 鴻池忠三郎：1918年 - 1940年
- 鴻池小六：1940年 - 1944年
- 鴻池藤一：1944年 - 1985年
- 鴻池一季：1985年 - 2003年
- 大岩祥一：2003年 - 2006年
- 玉井啓悦：2006年 - 2008年
- 蔦田守弘：2008年 - 2020年
- 渡津弘己：2020年 -

## 鴻池財閥と鴻池組の関係
広瀬隆によれば、「建設会社の鴻池組は、明治4年（1871年）に鴻池忠治郎が建設と運輸をおこなう会社を創業したもので、鴻池善右衛門一族（鴻池財閥）とはまったく無関係である。」という。

## 主な施工物件
- 淀川改良工事
- 旧鴻池本店（大阪市此花区）
- 富士製紙江別工場（現 王子特殊紙江別工場、北海道江別市）
- 早川電力（現 東京電力）早川第一発電所（山梨県南巨摩郡早川町）
- 戎橋（大阪市中央区）
- 米子市庁舎（現・山陰歴史館）（1930年、鳥取県米子市）
- 東京市中央卸売市場（現 東京都中央卸売市場築地市場、東京都中央区）
- 旧陸軍士官学校（東京都新宿区）
- 京都市蹴上浄水場（京都市東山区）
- 六甲山トンネル（神戸市北区・灘区）
- 日本電信電話公社横須賀電気通信研究所（現 NTT横須賀研究開発センタ、神奈川県横須賀市）
- 安田火災海上本社ビル（現 損保ジャパン本社ビル、東京都新宿区）
- 名古屋市博物館（名古屋市瑞穂区）
- 名古屋市美術館（名古屋市中区）
- 豊川海軍工廠（愛知県豊川市）
- 大阪府立近つ飛鳥博物館（大阪府南河内郡河南町）
- 東京国立博物館 平成館（東京都台東区）
- 国際子ども図書館（東京都台東区）
- 泉ガーデンタワー（東京都港区）
- 本町南ガーデンシティ（大阪市中央区）
- 神戸駅前JUSTスクエア（神戸市中央区、サンテレビジョン・ホテル聚楽複合開発ビル）[7]